# アグリゲイティバクター・アクチノミセテムコミタンス
アグリゲイティバクター・アクチノミセテムコミタンス (Aggregatibacter actinomycetemcomitans) は、パスツレラ科に分類される真正細菌。ヒトの口腔内に片利共生しており、歯周病の一種である侵襲性歯周炎(en)の原因菌として知られる。旧学名はアクチノバチルス・アクチノミセテムコミタンス（Actinobacillus actinomycetemcomitans、アクチノバシラス・アクチノミセテムコミタンスとも）。

## 概要
本種は、歯周病の一種である侵襲性歯周炎に関係する細菌の一種であると考えられている。特に限局型の侵襲性歯周炎患部で高頻度にみられるが、それ以外の場所でもしばしば確認される。また本種は、白血球などの組織を侵す病毒性(en)をもっている。
本種はかつてアクチノバチルス属に分類されていたが、その後の分子系統学的な研究で、本種とヘモフィルス属の数種が、新たに設けられたアグリゲティバクター属に再分類された。

## 病毒性
- 細胞致死性膨張性毒素。
- リンパ球芽球化を抑制する免疫抑制因子。
- 白血球のうち、単球と多形核白血球(顆粒球)に対しての殺作用。
- 多形核白血球の機能阻害。
- 補体系による病原体排除機構に対する抵抗性。

## 血清型
- a型（ATCC 29523など） - 口腔内に普通に存在、白血球に対する毒性あり。
- b型（Y4） - 限局型侵襲性歯周炎の患部に高頻度で見られる。白血球に対する毒性あり。
- c型（ATCC 33384） - 白血球に対する毒性が低い菌株。
- d型、e型

## その他
- テレビドラマ「古畑任三郎」で、主人公の古畑が本種の名前（旧名称の方）を口にするシーンがある。